# Audi Shooting Brake
O Shooting Brake é um modelo conceitual compacto da Audi.